# Ольшанец (приток Олыма)
Ольша́нец (или Альша́нец) — река в Тербунском и Долгоруковском районах Липецкой области, правый приток реки Олым (бассейн реки Дон). Длина реки — 25 км. Площадь водосборного бассейна — 195 км².

## Описание
Своё название река получила от ольховых кустов, обильно растущих по её берегам.
Исток имеет в Тербунском районе у деревни Ольшанка Вторая, устье в Долгоруковском, у деревни Белый Конь. Не судоходна.
Питание снеговое, дождевое, родниковое. Крупных притоков не имеет, в среднем и нижнем течении впадают несколько небольших ручьёв. В среднем течении, у деревень Ольшанка и Красотыновка небольшая запруда.

## Населённые пункты от истока к устью
- Ольшанка Вторая
- Ивановка
- Александровка
- Малая Киреевка
- Дубовец
- Ольшанка
- Красотыновка
- Красная
- Каменка
- Белый Конь